# Rio de la Plata Championships 1978
Rio de la Plata Championships 1978, також відомий під назвою River Plate Championships, жіночий тенісний турнір, що проходив на відкритих кортах з ґрунтовим покриттям у Буенос Айресі (Аргентина). Належав до турнірів категорії A в рамках Colgate Series 1978. Тривав з 30 жовтня до 5 листопада 1978 року. Третя сіяна Керолайн Столл здобула титул в одиночному розряді й отримала за це 6 тис. доларів США.

## Фінальна частина

### Одиночний розряд
Керолайн Столл —  Емілсе Рапоні 6–3, 6–2
- Для Столл це був 1-й титул за рік і 1-й — за кар'єру.

### Парний розряд
Франсуаза Дюрр /  Валері Зігенфусс —  Лора Дюпонт /  Регіна Маршикова 1–6, 6–4, 6–3

## Розподіл призових грошей
| Дисципліна       | П      | F      | ПФ     | ЧФ   | 1/8  | 1/16 |
| Одиночний розряд | $6,000 | $3,000 | $1,800 | $900 | $600 | $325 |

## Нотатки
1. ↑  Турніри з призовими для жінок принаймні 35 тис. доларів.[1]